# Cantares de Dzitbalché
Los Cantares de Dzitbalché componen un libro que fue descubierto en 1942 en la Villa de Dzitbalché, del municipio de Calkiní, en el estado de Campeche (México).

## Reseña
Los textos del códice de los Cantares de Dzitbalché son la expresión del pueblo maya de la región Puuc y más concretamente del Cacicazgo Ah Canul, sus creencias religiosas y, sobre todo, su capacidad poética. El libro de los Cantares de Dzitbalché consta de 15 cantos y una portada. En el propio texto parece indicarse que el libro fue compuesto en 1440. Trata de las prácticas rituales y el desarrollo de la visión cosmogónica de la época.